# Germani dichloride
Germani đichloride là một hợp chất vô cơ của germani và clo với công thức hóa học GeCl2. Nó là một chất rắn màu vàng nhạt và chứa germani ở trạng thái oxy hóa +2.

## Điều chế
Germani đichloride có thể được sản xuất bằng cách cho germani tetrachloride (GeCl4) tác dụng với kim loại Ge ở 650 ℃:
GeCl4 + Ge → 2GeCl2
Nó cũng được hình thành từ sự phân hủy clorogeman (GeH3Cl), ở 70 ℃.
2GeH3Cl → GeCl2 + GeH4 + H2

## Phản ứng
- GeCl2 thủy phân để tạo thành germani đihydroxit có màu vàng, sau đó nung nóng lên cho germani monoxit có màu nâu:

GeCl2 (dd) + 2H2O (l) ⇌ Ge(OH)2 (r) + 2HCl (dd)
Ge(OH)2 → GeO + H2O
- Kiềm hóa dung dịch có chứa ion germani(II):

Ge2+ (dd) + 2OH− (dd) → Ge(OH)2 (r)
Germani monoxit và đihydroxit là các chất lưỡng tính. Dung dịch của GeCl2 trong HCl có tính khử đáng kể. Với ion chloride, các hợp chất ion có chứa GeCl3− đã được nhắc đến. Với rubiđi và các hợp chất caesi chloride, ví dụ như RbGeCl3 được sản xuất; chúng có cấu trúc perovskite biến dạng.

## Phân tử germani đichloride
Phân tử GeCl2 thường được gọi là điclorogemylen, làm nổi bật sự giống nhau của nó với cacben. Cấu trúc của phân tử GeCl2 giai đoạn khí cho thấy nó là một phân tử uốn cong, theo dự đoán của lý thuyết VSEPR. Phức hợp đioxan, GeCl2·đioxan đã được sử dụng như là một nguồn của phân tử GeCl2 để tổng hợp phản ứng, cũng như phản ứng tại chỗ của GeCl4 và kim loại Ge. GeCl2 khá phản ứng và chèn vào nhiều loại liên kết hóa học khác nhau
.